# گرت فروبه
گرت فروبه (آلمانی: Gert Fröbe; ۲۵ فوریهٔ ۱۹۱۳ – ۵ سپتامبر ۱۹۸۸) هنرپیشه اهل آلمان بود. وی بین سال‌های ۱۹۴۸ تا ۱۹۸۸ میلادی فعالیت می‌کرد.
از فیلم‌ها یا برنامه‌های تلویزیونی که وی در آن نقش داشته است می‌توان به لودویک، تخم مار، دلار، تصمیم قبل از شفق و باد سخت در جامائیکا اشاره کرد.